# ペトロパブロフスク・カムチャツキー航空251便墜落事故 (2021年)
ペトロパブロフスク・カムチャツキー航空251便墜落事故は、2021年7月6日にロシアのカムチャツカ地方で発生した航空事故である。
エリゾヴォ空港からパラナ空港へ向かっていたペトロパブロフスク・カムチャツキー航空251便（アントノフ An-26B-100）が着陸進入中に墜落し、乗員乗客28人全員が死亡した。

## 背景

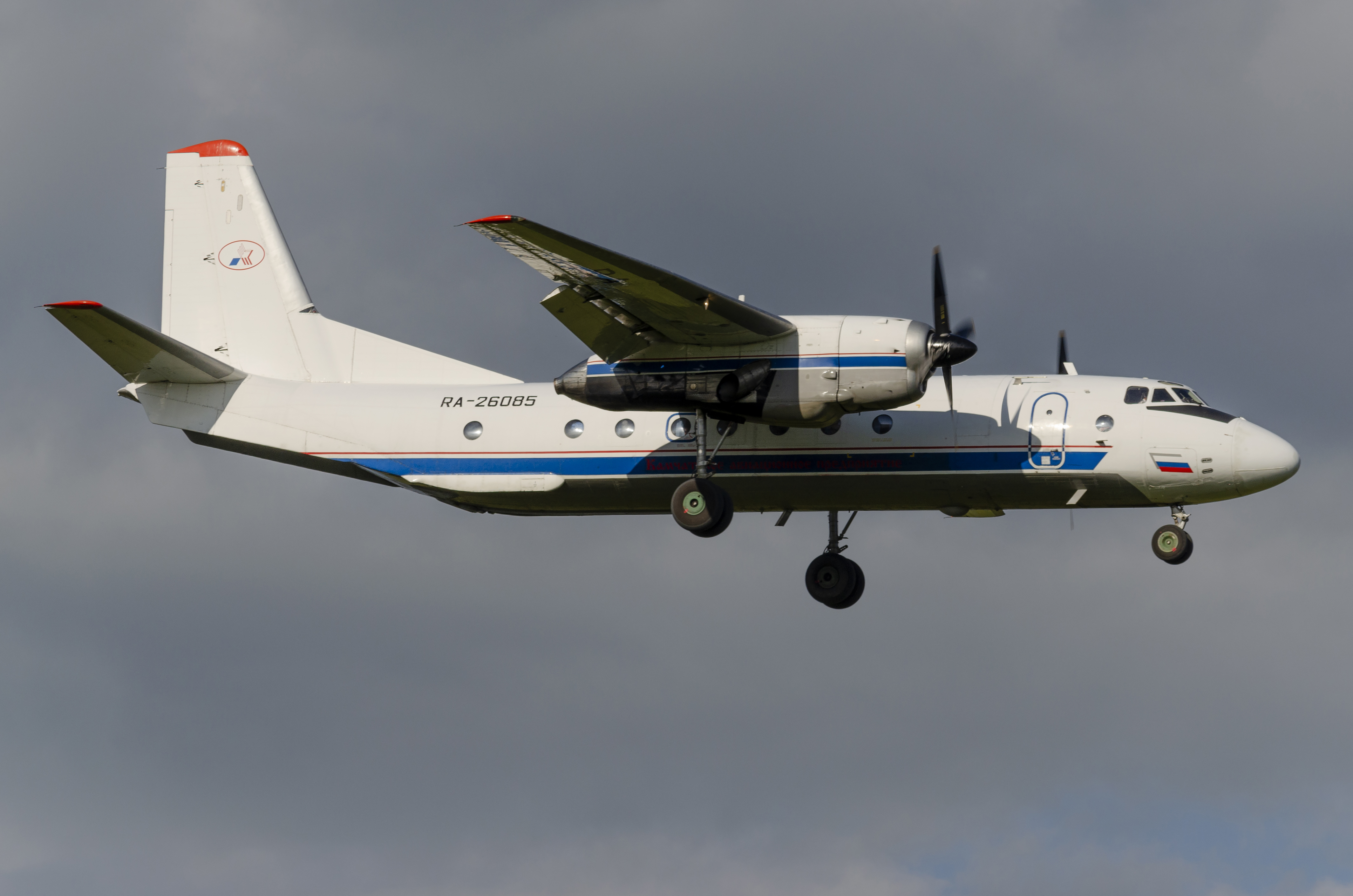
2020年に撮影された事故機

事故機のアントノフ An-26B-100（RA-26085）は1982年に製造番号12310として製造された。An-26は軍用の輸送機だが、事故機は2012年10月に民間の旅客機へ改修されたものだった。搭載されていたエンジンはイーウチェンコ AI-24だった。事故機は以前、ペルミトランスアヴィアやエア・マリ・インターナショナルなどで運用されており、国際連合にリースされたこともあった。
コックピットには4人の乗員がいた。機長は35歳で、2013年からペトロパブロフスク・カムチャツキー航空に勤務しており、3,300時間以上の飛行経験があった。副操縦士は28歳で、1,253時間の飛行経験があった。航空機関士は65歳で、9,300時間の飛行経験があった。ナビゲーターは49歳で、2,900時間の飛行経験があった。
2012年にもパラナ空港へ進入していた同便が墜落し、10人が死亡していた。

## 事故の経緯
251便はPETT12時57分にエリゾヴォ空港を離陸し、15時05分にパラナ空港へ到着する予定だった。14時09分、機長はチギリスキー地区の管制官と交信を行い、パラナの気象条件を尋ねた。気象情報を得た機長は最終進入を開始した。最後の交信は14時50分に行われた。
交信が途絶えたとき、251便は空港から約10km離れた地点を飛行していた。管制官は着陸復航の報告は無かったと証言した。事故当時、空港付近の天候は曇りだった。251便は標高263mの急な崖に衝突したと報告されている。衝突地点は最低降下高度より低く、進入経路を逸脱した場所だった。衝突により機体は完全に破壊された。

## 捜索
当日のうちにロシア民間防衛問題・非常事態・自然災害復旧省のMi-8が墜落現場を確認した。非常用位置指示無線標識装置からの微弱な信号が受信され、機体の残骸は21時頃に発見された。残骸は断片化しており、胴体部は丘の上に、その他の残骸は海岸に落下していた。
7月7日までに19人の遺体が回収された。墜落現場の地形から、捜索救助活動は困難だと判断された。また、高波のため夜間の救助活動は中止された。パラナでは3日間の追悼期間が設けられた。事故に対してアメリカ、ギリシャ、トルコ、セルビア、パキスタンなどの国が哀悼の意を示した。

## 事故調査
ロシア国内で発生した事故であるため、国家間航空委員会が事故調査を担当する。ロシア連邦捜査委員会は事故原因として悪天候、機械的故障、パイロットエラーの3つが考えられると述べた。7月9日、フライトデータレコーダー（FDR）が発見された。スポークスマンは大きな損傷は見られず、モスクワで解析される予定だと話した。一方でコックピットボイスレコーダーも同日に回収されたが、損傷がひどくデータの取り出しは行えなかった。
ロシア連邦航空局はFDRの分析について一報を伝えた。機体は2,600フィート (790 m)で無指向性無線標識（NDB）を通過し、滑走路29への旋回を行うために手順に従ってアウトバンドコースに入った。管制官によれば、パイロットは手順に記された方位289度ではなく340度へ向かっており、2,000フィート (610 m)へ降下していた。251便はベースターンと最終旋回を行っていたが、フラップや着陸装置は展開されていなかった。空港から12km地点で機体は空港へ向けて方位140度に旋回した。衝突の約1分前に最後の交信が行われ、管制官はパイロットに空港まで9kmで方位320度へ飛行していることを知らせた。ロシア連邦航空局は2012年に発生した墜落事故で講じられた推奨事項の実施に関する評価を行うよう勧めた。